# 西沙埠遗址
西沙埠遗址，位于青岛市莱西市沽河街道西沙埠社区，是中华人民共和国全国重点文物保护单位之一。
2006年12月7日，公布为山东省文物保护单位，2013年5月公布为全国重点文物保护单位，是一座古遗址。